# サムエウ・ポルトゥガウ・リマ
サムエウ・ポルトゥガウ・リマ（ポルトガル語: Samuel Portugal Lima、1994年3月29日 - ）はブラジルのサッカー選手。ポジションはGK。FCポルト所属。

## 経歴
2020年1月4日、ポルティモネンセSCに加入した。2020年9月21日のFCパソス・フェレイラ戦でデビュー。日本代表の権田修一などにもポジションを譲ることなく、正GKの座を確立した。
2021-22シーズンも安定した成績を残し、ユベントスFCが関心を示す中、シーズン終了後の9月1日にFCポルトと5年契約を結んだ。